# Sergej Evgen'evič Treščëv
Sergej Evgen'evič Treščëv (18 agosto 1958) è un cosmonauta russo.